# نجابت، پنجاب
نجابت (به انگلیسی: Najabat) یک منطقهٔ مسکونی در پاکستان است که در پنجاب واقع شده‌است. نجابت ۱۸۱ متر بالاتر از سطح دریا واقع شده‌است.